# История Днепра
Современный город Днепр был первоначально задуман как третья столица Российской империи под названием Екатеринослав, после Москвы и Санкт-Петербурга, и как центр Новороссии. Один из крупнейших промышленных центров Советской Украины, Днепропетровск был одним из ключевых центров ядерной, оборонной и космической промышленности Советского Союза. Из-за своей военной промышленности город был закрытым для посещения иностранцами до 1987 года.

## Хронология
| Время                     | Событие |
| ------------------------- | --- |
| 40-35 тыс. лет назад      | обозначены находки остатков охотничьих лагерей на берегу Днепра в современном ж/м Приднепровск и Игрень. |
| до 100 н. э.              | По преданиям, на Монастырском острове останавливался Андрей Первозванный. |
| 870                       | легенда об основании монастыря на Монастырском острове византийскими монахами |
| 1240                      | монголо-татарское нашествие на Русь — разрушение православного монастыря на острове, поселения на Каменоватом острове (Ст. Кодак), городища уличей Пересечень. |
| 1500 (или 1550, или 1564) | основание городка Самар (Самара, Самарь, Старый Самар) в низовьях р. Самары (ныне — за пос. Шевченко) |
| 1564                      | упоминание о казацких куренях на месте Таромского |
| 1594                      | упоминание о переправе через Днепр в Каменке |
| 1600                      | упоминание о Богородицких хуторах (ныне г. Подгородное) |
| 1635                      | основание Кодакской крепости (Старые Кодаки) |
| 1645 (или 1660)           | основание Нового Кайдака (впоследствии — центр запорожской паланки, в 1784—1797 выполнял частично функции губернского города) |
| 1688                      | основание Богородицкой крепости и Новобогородицка (рядом со старинным Самаром, что вызвало его упадок) — первой русской колонии на запорожских землях |
| 1704                      | образование слободы Таромской |
| 1711                      | по условиям Прутского мира России и Турции были срыты ряд крепостей, в том числе Кодак и Богородицкая |
| 1734                      | начало новой войны с Османской империей: строительство Богородицкого и Усть-Самарского ретраншементов, образование слободы Старый Кодак (у бывшей крепости) |
| 1743                      | основание слободы Половица, территорию которой позднее (к 1795 г.) поглотит Екатеринослав |
| 1744                      | основание Мануйловки |
| 1770                      | основание Сухачевки (ныне — в составе города) |
| 1775                      | основание Диевки (ныне — в составе города) |
| 1775                      | после победы в очередной войне с Османской империей — ликвидация Запорожского войска и вольностей. |
| 1776                      | основание Екатеринослава-I на Кильчени (официально принятая дата основания) |
| 1784                      | основание Мандрыковки (ныне — в составе города) |
| 1784                      | Указ об основании Екатеринослава на новом месте. Старый Екатеринослав переименован в Новомосковск (через 2 года перенесён к Богородицкому укреплению, а в 1794 г. остатки города переведены на место современного г. Новомосковска — к казацкой слободе Новоселица) |
| 1787                      | основание Екатеринослава-II (закладка Преображенского собора Екатериной Второй) |
| 1789                      | основание немецких колоний в низовьях Самары — Кронгартен (ныне — часть Подгороднего), Йозефсталь (ныне — Самаровка), Фишерсдорф (ныне — Рыбальское, часть Новой Игрени)                                                                                            |
| 1796                      | основание Краснополья (ныне — в составе города) |

## История

### Доисторические времена
Место, в котором располагается современный город Днепр, с древности было благоприятным для обитания — за исключением тех тысячелетий палеолита, когда здесь проходила граница ледникового щита.
На территории города и ближайших окрестностей открыты сезонные охотничьи стоянки человека эпохи каменного века (40-16 тыс.лет. до н. э.), мезолитических охотников.
Так, в Осокоровской балке Днепропетровской области в мезолитическом поселении найдены раковины из Средиземного и Красного морей. На территории области найдены ещё два уникальных мезолитических памятника. В 1952 году возле села Волосское (18 км вниз по реке Днепр) был найдены захоронения людей в позе эмбриона. Захоронения были расположены по окружности, в центре которой находился скелет без головы. Некоторые скелеты носили элементы военных повреждений (найдены наконечники стрел, застрявшие в костях).
В неолите (7—3 тыс. до н. э.) известны поселения на территории современной Игрени (район г. Днепра на левом берегу реки Самара).
По оценкам некоторых исследователей, именно в Приднепровских степях возник кочево-скотоводческий способ ведения хозяйства (Среднестоговская культура эпохи энеолита, считающаяся предком всех индоевропейских народов — поселения Демеевки, Игрени). Отсюда, как считается, пошло заселение индоевропейцами азиатских степей, Центральной Европы (курганная гипотеза).
В бронзовом веке, в III—II тыс. до н. э. Надпорожье — один из ареалов племён ямной культуры — проиндоевропейские племена скотоводов. Ареал их расселения — от Урала до Молдовы. Степи Украины именно при ямниках покрываются многочисленными курганами — связанный с солнцем культ, подобный пирамидам Египта и зиккуратам Месопотамии, которые также появляются в это время. Позднее эти земли были своими также для племён катакомбной, срубной культур.
Первые народы Северного Причерноморья, о которых остались древнейшие письменные упоминания древнегреческих и ассирийских авторов — кочевники: киммерийцы, скифы, сарматы (II тыс. до н. э. — начало I тыс. н.э.). Уже с тех незапамятных времён существовала связь по Днепру и Чёрному морю с Восточным Средиземноморьем.
В III—IV веках в 40 км южнее Днепра (у с. Башмачка) находился один из центров Готской империи, а возможно, и её столица (Данпарстадт). Существовали поселения и в черте города.
Во времена Великого переселения народов через край прошли воинственные орды гуннов (IV век), аваров, булгар (VII век),, мадьяр (IX век)…
Предположительно в IX веке (870 г) на нынешнем Монастырском (Комсомольском) острове (ныне — в центре города) византийские монахи основывают монастырь. Место было выбрано не случайно: впервые остров упоминается в Житии св. Феодосия, как самый северный пункт, куда дошёл в своей миссии Христианского учения один из учеников Христа — Андрей Первозванный. В дальнейшем стены монастыря не раз видели проплывающие по Днепру дружины киевских князей по пути в Крым или на Константинополь, которые зачастую останавливались здесь на ночлег.
Предположительно, монастырь был разрушен во время монгольского нашествия в 1240 году, однако с образованием Запорожского казачества стал восстанавливаться. В устье Самары в XI—XIII веках находился торгово-ремесленный город, также погибший в 1240 году при нашествии монголо-татар. (По другим версиям, здесь с IX века располагался племенной центр уличей — город Пересечень, жители которого после XIII века предположительно перебрались на другую сторону Самары, где основали торговый городок Самарь).

### XIII—XVIII века: татары и запорожцы
После монгольского нашествия край запустел, оседлое население оттянулось далеко на северо-запад — вплоть до Киева и Лубнов. В степях же, получивших название «Дикого поля», кочевали ногайские орды, подвластные крымскому хану. В 1-й половине XV века кочевники были вытеснены с правобережья Днепра литовцами, граница между Великим Княжеством Литовским и возникшим в 1443 году Крымским ханством прошла по Днепру от устья и далее на восток — по Самаре — то есть по территории современного Днепра.
В XVI веке началось постепенное заселение и возрождение края — особенно после становления Запорожского казачества и организации ниже по Днепру Сечей, являвшихся преградой на пути татарских отрядов на север. Так, уже с 1500-го или с 1550—1564 годов известно поселение Самарь (Старый Самар) на территории нынешнего посёлка Шевченко в низовьях Самары — археологические находки подтверждают существование здесь крупного торгово-ремесленного пограничного поселения. С 1596 года (по данным епископа Феодосия Макаревского) известно поселение у переправы через Днепр — Каменка — ныне в составе города.
В 1635 году польские власти для контроля над перемещениями беспокойных казаков у первого Днепровского порога построили крепость Кодак по проекту Гийома де Боплана и поставили там гарнизон из наёмников и реестровых казаков Войска Запорожского. При крепости со временем образовалась слобода. Сейчас это село Старый Кодак на южной окраине города с остатками земляных валов (крепость была срыта по требованиям турок после провала военной кампании Петра I 1711 года).
Выше по Днепру примерно в 1650 году образовалось поселение Новый Кодак, впоследствии укреплённое и игравшее полтора века роль местного регионального центра, центра Кодацкой паланки Запорожья.
После 1667 года Левобережная Украина (состоявшая из земель гетмана — Гетманщины и земель Войска Запорожского низового южнее реки Орель) — оказалась на правах автономии в составе Московского царства. В 1688 году московскими властями возле городка Самар построена Богородицкая крепость и городок Новобогородицк при ней — первая русская «колония» на «низовых» землях. Местное казацкое население вынуждено было разойтись по соседним сёлам и слободам.
После провала военной кампании 1711 года Петра I по условиям Прутского договора с турками земли Запорожья вновь попали под контроль татар, а русские крепости, в том числе Богородицкая и Кодак, были срыты. Вскоре земли Запорожья татары уступили Речи Посполитой) и в районе крепости возродилось село (ныне — Старый Кодак).
В 1734 году Россия начала готовиться к новой войне с Османской империей: была отстроена Богородицкая крепость, напротив сооружён Усть-Самарский ретраншемент (в районе нынешнего посёлка Рыбальское, просуществовал до 1786 года).
После войны с Османской империей 1735—1739 годов Россия вновь обрела контроль над краем. Однако граница с Крымским ханством проходила всего лишь в 100 км южнее, что мешало освоению края. Тем не менее, после войны возникают поселения по Днепру выше Кодака — Романково, Тритузное (1740), Мануйловка (1744), Каменское (1750), Сухачёвка (1770), Диёвка (1775). Возле Кодака появилось селение лоцманов — Лоцманская Каменка (известно с 1750 года), хутор Чапли (с 1760-х), Одинковка (1776).

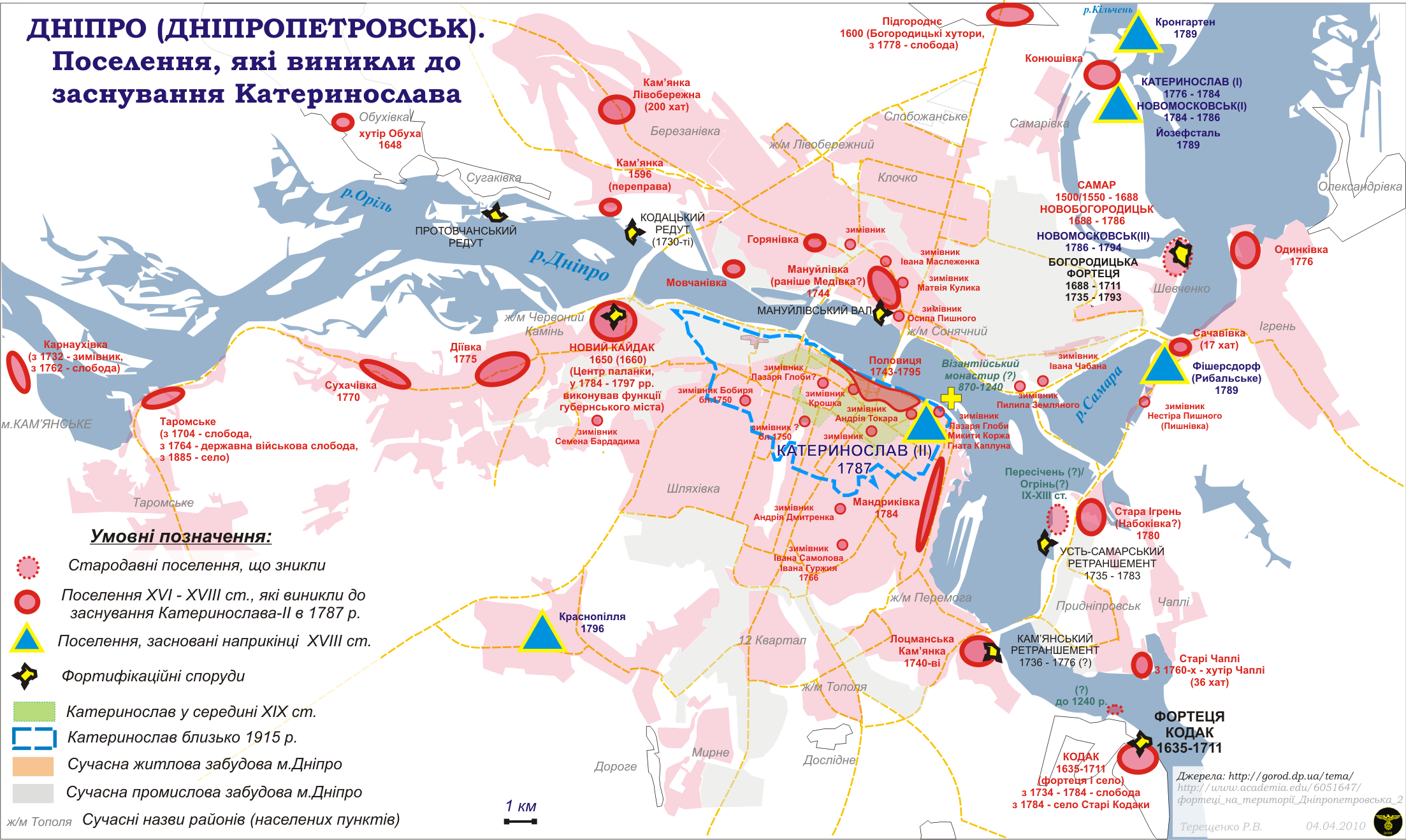
Поселения на территории современного Днепропетровска до основания Екатеринослава

В настоящее время указанные села входят в состав Днепра и Каменского, частично одноэтажная застройка снесена для постройки многоэтажных жилмассивов (Новые Кайдаки, Диёвка, Каменка, Мандрыковка, Лоцманская Каменка), на месте бывшей казацкой слободы Половицы (1743—1795) находится исторический центр Днепра.
В 1764 году автономия Левобережной Украины была окончательно упразднена, гетманское правление отменено. В результате очередной войны с турками Российская империя закрепилась в устье Днепра — Южного Буга и в Крыму (окончательно Крым был присоединён в 1783 году), после чего необходимость в запорожском казачестве, как вооружённом прикордонном формировании, у Екатерины II отпала.
В 1775 году Запорожское войско было ликвидировано, его земли переданы в состав Новороссийской губернии (центр в города Кременчуга), а из самой губернии выделена Азовская. Временно (1776—1778 года) резиденцией губернатора, до строительства губернского города, служила Белёвская крепость (ныне город Красноград в Харьковской области). Сами казаки были переселены позднее на новую границу на Днестр (а после 1793 года — на Кубань), а частично перешли на турецкую сторону в устье Дуная.

### Екатеринослав I
В 1775 году запорожское казачество было окончательно ликвидировано, а его земли были разделены между Азовской и Новороссийской губерниями.

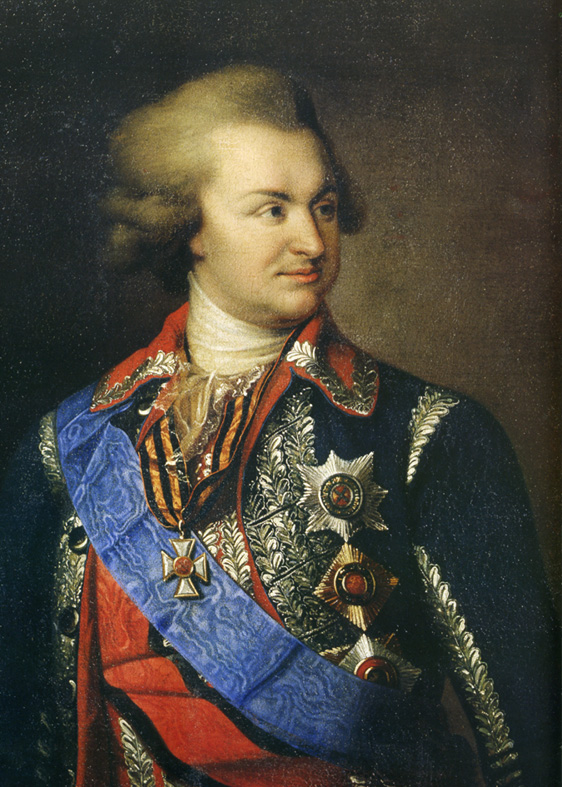
Григорий Потёмкин

Встал вопрос о губернском центре. По поручению Новороссийского генерал-губернатора Григория Александровича Потёмкина азовский губернатор Василий Чертков отправился в поездку по Новороссии с целью выбрать место для нового города. Это место было выбрано осенью 1775 года возле впадения реки Кильчень в Самару. Как засвидетельствовано в документах, исследованных историком Максимом Кавуном в архивах Москвы и Санкт-Петербурга, идея строительства губернского города под названием «Екатеринослав» окончательно оформилась в конце 1775 — начале 1776 годов. Название города возникло уже в 1776 году. Место для строительства было обозначено на «Примерной генеральной карте Новороссийской и Азовской губерний», составленной 18 июня 1775 года. На плане от 17 октября того же года обозначен проектный населённый пункт, точно соответствовавший будущему городу на Кильчени. На плане пока отсутствовало название населённого пункта.
23 апреля 1776 года азовский губернатор подал на имя Потёмкина рапорт, где сообщал: «Во исполнение повеления Вашей светлости [направляю] проект на построение губернского города Екатеринослава на речке Кильчене, недалеко от впадения её в реку Самару, с подлежащим планом, профилями, фасадами и со сметами… Полагаю на постройку губернского города, как по сметам явствует, сто тридцать семь тысяч сто сорок рублёв тридцать две копейки с половиною…». Этот документ является первым, в котором упоминалось наименование «Екатеринослав».
В документах лета 1776 года Екатеринослав упоминался, как уже существующий город. К примеру, письмо Черткова Потёмкину с предложением перенести таможенную заставу из Богородицкого ретраншемента, который находился в непосредственной близости к городу, в Кирилловскую область. В конце документа указано место написания — Екатеринослав. 2 февраля 1777 года Г. А. Потёмкин издал ордер на имя В. А. Черткова, где указывал, что план губернского города утверждён им и направлен на место строительства. Город должен был занять всё прибрежье Самары и её маленьких притоков. Крепость предполагалось выстроить в устье Кильчени, где территория была наиболее защищена; в этом же документе указывалось: «…продолжать строения оные, стараясь, чтобы как сверх назначенной суммы никаких излишних издержек не последовало».

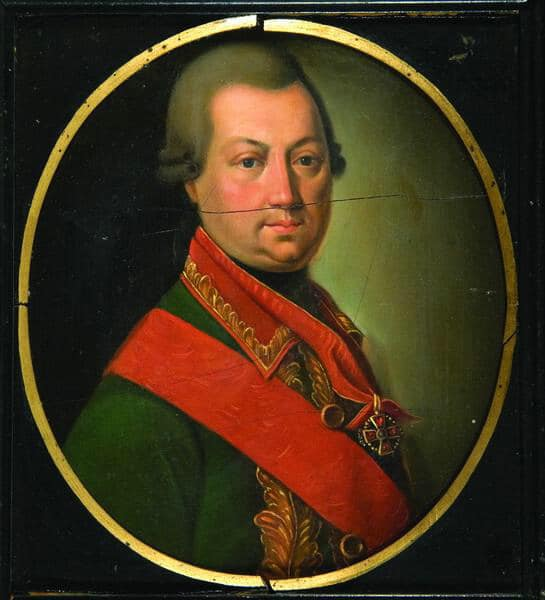
Василий Чертков

Строительство губернского города производилось под руководством архитектора Николая Алексеева. Первыми зданиями стали дом губернатора, губернское правление, казармы для военных, деревянные и глинобитные дома. В 1778 году была освящена Святодуховская церковь. Одновременно начала строиться и городская крепость. 20 июля 1778 года Правительствующий сенат издал указ о переносе в Екатеринослав органов управления Азовской губернии из Белёвской крепости (ныне — город Красноград Харьковской области).
К 1781 году в Екатеринослав стали прибывать купцы, ремесленники, из Крыма приехали армяне и греки. Город задумывался как мультинациональный и мультикультурный центр: здесь были построены четыре церкви: русская, греческая, католическая, армянская апостольская. В Екатеринославе должны были проводиться ярмарки, на окраинах работали кожевенная и свечная фабрики, открылись два училища.
В 1781 году в губернском городе насчитывалось больше 200 домов и жило «купцов 270, мещан и цеховых 874; разного звания людей 1 050, всего 2 194 душ». В 1782 году в городе жили 2 520 человек обоих полов.
К началу 1780-х годов развитие Кильченского Екатеринослава затормозилось. Во многом потому, что отпала главная функция, с которой он основывался — защитная. В 1783 году Крым вошёл в состав Российской империи, поэтому южная граница империи перенеслась далеко на юг. Кроме того, в 1782 году из Санкт-Петербурга в Екатеринослав прибыл врач Шенгофель (в документах иногда записан вариант Шенфогель), который в своих донесениях назвал эту местность «вредною для здоровья людей, неудобною и гибельною для благосостояния жителей». Также судоходство по Самаре оказалось очень затруднительным, а водный путь был тогда самым выгодным для снабжения разными товарами и продовольствием.
30 марта 1783 года был издан указ об объединении Азовской и Новороссийской губерний в Екатеринославское наместничество. Предполагалось основать «по выгодности местной» новый город — центр наместничества.
22 января 1784 года императрица Екатерина II издала указ о переносе Екатеринослава на правый берег реки Днепр — современный центр города: «Губернскому городу под названием Екатеринослав быть по лучшей удобности по правой стороне реки Днепра у Кайдака». На время переноса губернская администрация переехала в Кременчуг. Основная часть населения Кильченского Екатеринослава переехала в близлежащие населённые пункты — большая часть славянских жителей переселилась в бывший казацкий городок Новый Кодак (сейчас в черте Днепра), почти все греки и армяне выехали обратно в Крым, многие жители стали переезжать в новый Екатеринослав. Большую часть зданий города на Кильчени перенесли в новый Екатеринослав: здание католического костёла собрали заново на новом месте, переосвятили и превратили в Святодуховскую церковь (находилась недалеко от современного Свято-Троицкого собора); «домы из бывшего Екатеринослава перевезённые» были собраны заново, и в них первое время размещались органы городского самоуправления и судебные учреждения.
16 (27) мая 1787 года, ещё на территории Кильченского Екатеринослава, прошли первые выборы в городскую думу, которые засвидетельствовал первый градоначальник — Иван Шевелёв. В 1790 году, согласно документам, дума находилась уже в новом городе. В 1791 году сюда же переехал и городской магистрат (учреждение с судебно-административными функциями).
После начала строительства и развития нового Екатеринослава население старого города стало стремительно сокращаться. Его понизили до статуса уездного города и стали именовать Новомосковск. 10 октября 1791 года священник Святодуховской церкви Василий Власовский докладывал екатеринославскому архиепископу Амвросию: «В городе Новомосковске жителей кроме городничего с штатною командою с ротой солдат и некоторого числа канцелярских служителей ныне уже никого не имеется; все разошлись по разным местам». По церковным документам, в 1792 году в населённом пункте на месте Екатеринослава Кильченского числилось всего 15 дворов и 327 «душ обоего пола».
26 сентября 1794 года был издан указ о переносе последней части Кильченского Екатеринослава, уездного городка Новомосковск, выше по течению реки Самары к казацкому местечку Новоселица, бывшему центру Самарской паланки Войска запорожского. Со временем Новоселица получила новое название — Новомосковск.

### Екатеринослав

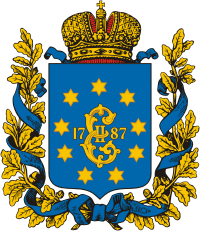
Первым гербом Екатеринослава была пирамида с масонской символикой — лучезарной дельтой, только на месте глаза стоял вензель Екатерины, «Е. И. В.» с короной, от которого исходили лучи; внизу стояла дата основания города, 1787. По версии историков, Потёмкин планировал возвести на этом месте «идеальный город», Новый Иерусалим.

Новый Екатеринослав официально был основан во время визита Екатерины II, которая 9 (20) мая 1787 года заложила первый камень в строительство Преображенского собора (именно эта дата считалась датой основания города в Российской империи — в 1887 году был отмечен 100-летний юбилей со дня основания Екатеринослава). Город был первоначально задуман как третья столица России, после Санкт-Петербурга и Москвы.
В «Начертании города Екатеринослава», которое Потёмкин в 1786 году подал императрице, говорилось: «Судилище наподобие древних базилик, лавки полукружием наподобие Пропилеи или преддверия Афинского с биржею и театром посредине. Палаты государские, где жить и губернатору, во вкусе греческих и римских зданий, имея посредине великолепную и пространную сень… Фабрики суконная и шёлковая. Университет купно с академиею музыкальною или консерваториею». Екатеринослав должен был занимать площадь 20 вёрст в длину, 15 вёрст в ширину, всего 300 кв. вёрст. Предполагалось, что главные улицы города будут иметь ширину 60-80 метров. Основные идеи потёмкинского «Начертания» воплотил в себе проект Екатеринослава, утверждённый 10 октября 1786 года, автором его был Клод Геруа — выдающийся французский архитектор, работавший некоторое время в России. В центре города, на вершине большого холма, Геруа спроектировал большую площадь с преображенским собором и главными административными и общественными зданиями. Генеральный план работы Геруа, выполненный по образцам европейских городов, был плохо приспособлен к местному рельефу, игнорировались отечественные градостроительные традиции (например, отсутствовали традиционные рыночная, соборная, сенная и др. площади). Проект также не учитывал безводность горы, выбранной для строительства центральной части Екатеринослава. Предполагалось водоснабжение с помощью колодцев, водоподъёмных механизмов, бассейнов и фонтанов.
В 1788 году Григорий Потёмкин пригласил в Екатеринослав архитектора Ивана Старова, который создал варианта три плана города. В сравнении с проектом Геруа в проектах Старова территория города увеличивалась за счёт слободы Половицы. Центром города, как и раньше, планировалась нагорная часть. В середине холма должна была быть большая площадь, на которой предполагали разместить наместническое правление, а за ним — полукруглую торговую площадь. Одна из улиц, которая начиналась от торговой площади и пересекала широкий яр, превращалась в «большую дорогу» до Нового Кодака (современный проспект Дмитрия Яворницкого). Жилой район на месте Половицы также получил чёткую планировочную структуру. Проекты Старова, которые в значительной мере воплотились в жизнь, имели большое влияние на формирование архитектурно-планировочного облика современного города. В 1787 году, также по проекту Ивана Старова, начали строить Потёмкинский дворец.
Однако местоположение центра нового Екатеринослава (на холме) снова оказалось не очень удачным — сказывались трудности с водообеспечением.

Чтобы снабжать водой город на горе, Потемкин разработал специальную Программу по устройству водоснабжения, впоследствии утерянную. На горе, в районе нынешнего пересечения улицы Фурманова и проспекта Карла Маркса, по его приказу был вырыт бассейн 30 м глубиной. В него, согласно мемуарам современников, не раз падали жители, добирающиеся в темноте до реки. А подземные ходы, прорытые от Дворца Потемкина, представляли собой систему акведуков, насквозь пронизывающих гору.

(Есть ли туннели под Потемкинским дворцом? // «Днепр вечерний», 2008, 3 декабря, c.9.)

Сейчас наличие легендарных ходов доказано на практике. Один ход шёл к Днепру, где среди скал был устроен грот, откуда можно было незаметно переправиться на Монастырский остров. Эти выходы не раз наблюдали в XIX веке. Второй ход вёл через балку к деревянному дворцу губернатора и архиерейскому дому, расположенным на единственной выстроенной при Потёмкине улице. А третий шёл параллельно Потёмкинскому Дворцу. Выстроить подземный лабиринт на то время было вполне по плечу. Ведь на строительство города было послано 12 полков.
В связи с вышеизложенным, городской центр стал формироваться западнее холма, в низине у Днепра, поглощая казацкую слободу Половица. Слобода известна с 1743 года, когда на холме над ней поселился казак Лазарь Глоба и основал здесь сад, ныне — парк им. Тараса Шевченко. После основания здесь Екатеринослава II Глоба вынужден был продать сад Потёмкину Г. И. и перебраться западнее. Здесь, на месте нынешнего парка им. Л.Глобы, он основал ещё один сад. Жители Половицы тоже разбредались по окрестным селениям (особенно в Мандрыковку, известную с 1784 г.). Уже в 1790-х годах казацкая слобода была застроена городскими строениями; сейчас здесь — центр современного Днепра.
В 1789 году в новый Екатеринослав была переведена губернская администрация и городская дума. Город стал полноценно функционировать как центр Новороссии. Изначально Екатеринослав развивался по проектам Потёмкина, однако, грандиозное строительство было перечёркнуто очередной русско-турецкой войной. Львиная доля денег, предназначавшихся для губернского города, была отправлена на нужды фронта. Вскоре ушёл из жизни Потёмкин, а через 5 лет после него — и Екатерина Великая. Кроме того, местоположение центра (на холме) нового города снова оказалось не очень удачным, возникли трудности с водоснабжением. Развитие города затормозилось. Преемник Екатерины на престоле, император Павел I, своим указом переименовал Екатеринослав в Новороссийск, а вскоре распорядился: «все строения во всей губернии остановить». Единственным большим предприятием, которое успели открыть, оказалась суконная мануфактура. На фабрике работали, в основном, крепостные крестьяне и приезжие иностранцы, которые жили в колониях на окраинах города.
В 1794 году в окрестностях Екатеринослава были основаны немецкие колонии:
- Кронгартен (в устье Кильчени, ныне восточная часть г. Подгородное),
- Йозефсталь (южнее Кронгартена, ныне п. Самаровка в черте города),
- Фишерсдорф (в устье Самары, ныне Рыбальское — западная часть Игрени),
- Ямбург (в устье р. Сура, ныне с. Днепровое).

Также в 1789 году в Екатериниославское наместничество прибыли голландцы-колонисты, которым были предоставлены значительные льготы. Впоследствии, они сыграли значительную роль в экономическом развитии города.
К концу XVIII века в Екатеринославе насчитывалось 11 каменных домов, в том числе дворец Потёмкина, и 185 деревянных домов, а население составляло около 6 тыс. человек.

#### XIX век
В 1796—1802 годах губернский центр носил название Новороссийск. Переименование произошло в рамках стремления нового императора Павла I уничтожить всякие напоминания о деятельности его матери, императрицы Екатерины II. Новороссийская губерния при Павле I включала в себя все недавно присоединённые земли: Запорожье, Едисан, Крым с Приазовьем и устье Дона. После смерти Павла I по просьбе горожан император Александр I возвратил городу прежнее название.
В начале XIX веке население Екатеринослава продолжало постепенно увеличиваться. В 1800 году численность населения составила 2 634 чел.; в 1825 году — 8 412; в 1850 году — 8998. Доминирующими социальными группами были мещане, дворяне и крестьяне. Среди национальных меньшинств выделялись еврейская и караимская общины.
Жители вообще во всей губернии, пользуясь здоровым климатом, достигают большей частию глубокой старости и, имея легкие средства к жизни, рано женятся, поэтому число родившихся значительно превышает число умерших.«Военно-статистическое обозрение Екатеринославской губернии», 1859
Особенностью развития Екатеринослава в первой половине XIX века было наличие двух городских центров. Этот факт вызван разницей между проектами и реальными условиями строительства. Первый городской центр должен был расположиться на горе, но он существовал преимущественно на бумаге — в проектах Ивана Старова и на более позднем плане работы Вильяма Гесте. Здесь находились лишь несколько сооружений: дворец Потёмкина, канцелярия архиерея, а позже (в 1840—1850-х гг.) построено гимназию и «богоугодные заведения» (больницу, приют для инвалидов, аптеку). Зато в нижней, приднепровской части Екатеринослава естественно возник настоящий городской центр. Здесь сосредоточилась вся экономическая и общественная жизнь города. Главная возвышенность с Потёмкинским дворцом оставалась незаселенной, зато кварталы прибрежной зоны застраивались очень плотно. В 1796 году Здесь был сооружен первый наплавной мост через Днепр.
В 1806 году в Екатеринославе был открыт первый театр. Он располагался на углу улиц Московской и Стародворянской (ныне — Князя Владимира Великого). Первый постоянный театр был устроен только в 1847 году, средства на строительство каменного дома выделил екатеринославский купец Абрам Луцкий.
Во время Отечественной войны 1812 года Екатеринослав стал одной из тыловых баз русской армии. Из города были отправлены рекруты и лошади, а также волы. Из губернии к местам боевых действий направлялись мясо, солонина, рыба. Екатеринославская фабрика поставляла сукно. В городе действовали швейные мастерские, где шилось обмундирование для солдат. Жители города и окрестных сёл собрали для нужд армии большие средства.
9 апреля 1817 года был официально утверждён Генеральный план развития Екатеринослава, разработанный архитектором Вильямом Гесте, с использованием первоначальной планировки города 1790-х годов архитектора Ивана Старова. На новом плане центр города перенесён в нижнюю часть возле Днепра. Бывшая главная площадь на горе теперь получила название Ярмарочной (позже — Соборная). В новом центре выделен ряд площадей хозяйственного значения — Торговая, Сенная, Рыбная. С этого времени началась интенсивная застройка территории города. В Екатеринославе возводятся новые большие дома классического стиля: корпус суконной фабрики (1825; ныне — хлебзавод № 1); дом Конторы иностранных поселенцев (пр. Дмитрия Яворницкого, 64); земская больница (ныне больница им. Мечникова); классическая гимназия (Соборная площадь, 2). По проектам архитекторов Петра Висконти и Людвина Шарлеманя в «византийско-русском стиле» возводятся Троицкая и Успенская церкви. Наиболее значительным зданием эпохи классицизма следует считать Преображенский собор. Проекты собора, разработанные в конце XVIII века, не осуществились. Лишь в 1828 году вышел указ императора Николая I об окончании строительства Преображенского собора. Изначально его планировали построить в нижней части города, на месте деревянной Успенской церкви. Но Николай I писал: «Я считаю лучшим местом то, на коем была закладка покойной императрицы. Собор не есть здание повседневного посещения, потому временное отдаление от жилой части города не есть препятствие». Новый проект собора, в 6 раз меньше первого варианта, выполнил выдающийся петербургский архитектор Андреян Захаров.
Город в целом застраивался одно-и двухэтажными домами.
Екатеринослав тогда представлял... более вид какой-то голландской колонии, нежели губернского города. Одна главная улица тянулась на несколько верст, шириной шагов двести, так что изобиловала простором не только для садов и огородов, но даже и для пастбищ скота на улице, чем жители пользовались без малейшего стеснения.из воспоминаний А. М. Фадеева
В 1820 году Екатеринослав посетил Александр Сергеевич Пушкин. 17/18 мая великий поэт прибыл сюда из Санкт-Петербурга «для дальнейшего прохождения службы» в конторе колонистов. Сначала он остановился в гостинице купца Тихова на ул. Караимской (сейчас — Вячеслава Липинского), а затем переехал в маленький дом на Мандрыковке, тогдашнем пригороде Екатеринослава.
В 1834 году впервые осуществлена попытка основать в Екатеринославе губернскую библиотеку. До этого небольшие книжные собрания существовали лишь в местной гимназии и училище. Через два года библиотека сгорела, но в 1843 году была восстановлена. В 1838 году начала выпуск первая городская газета — «Екатеринославские губернские ведомости».
Капитальная реконструкция центральной части города была проведена в 1840-х годах усилиями екатеринославского губернатора Андрея Фабра. Овраги были засыпаны «гору» сравняли, а на части проспекта к вершине холма проведены два параллельных бульвара — каждый с двумя рядами высоких деревьев, полосами кустов сирени и пешеходными аллеями посередине. Реконструкция открыла путь к застройке нагорной части (проходила интенсивно до начала XX века), соединила два городских центра. Внешне Екатеринослав наконец стал избавляться от признаков провинциального города.
В 1846 году в центре Соборной площади был торжественно открыт памятник Екатерине II. Незадолго до этого на площади была возведена трёхэтажная больница, а с другой стороны — двухэтажный дом Первой классической гимназии. В 1849 году усилиями губернатора Андрея Фабра открыт «Музеум древностей Екатеринославской губернии».
В апреле 1820 году екатеринославский вице-губернатор Шемиот сообщал правителю Новороссийского края графу Александру Ланжерону о невероятных бедствиях, причинённых Екатеринославу паводком, которого не было с 1789 года. В городе оказались подтопленными тюрьма, торговые ряды, пивной завод, лесная пристань и около 100 частных домов. Это привело к беспокойству жителей. Эпидемии холеры бушевали в городе в 1831, 1848, 1866 годах. В последнем случае заболели более 1 100 человек, около 250 умерли. В 1864 году Екатеринослав охватили крупные пожары.
В 1854 году, во время Крымской войны, на территории Екатеринославской губернии было объявлено военное положение. В связи с этим появляется ул. Военная (ныне — проспект Пушкина). На ней были расположены воинские части, которые затем двигались на фронт. В Екатеринославе в этом году останавливался, направляясь в Крым, выдающийся хирург Николай Иванович Пирогов. В следующем году он снова посетил город, осматривая госпитали с ранеными под Севастополем солдатами. По данным ревизии 1859 года, в Екатеринославе проживало около 17 тыс. человек, вместе с тем здесь находилось более 11 тыс. больных и раненых. Значительная часть из них умерла и была похоронена в Екатеринославе на так называемом Севастопольском кладбище.
К середине XIX века Екатеринослав всё так же оставался глубоким провинциальным городом. Развитию города мешали ряд факторов, хорошо описанных в «Военно-статистическом обозреним Российской империи»:
Трудно сказать, чтобы Екатеринослав возвысился когда-либо на степень значительного торгового города. Главными причинами тому:
1. Положение его в стороне от сообщений, ведущих к портовым и значительным торговым городам
2. Трудность переправы через р. Днепр и переезда через пески на левом берегу Днепра и
3. Близость значительных по торговле городов Харькова и Кременчуга, где с большой выгодой можно делать закупки всякого рода товаров...
Огромное влияние на развитие города оказала промышленная революция и отмена крепостного права. Начиная с 1860-х годов население Екатеринослава стало резко увеличиваться, в основном благодаря крестьянам. Если в 1857 году население города составляло 13 217 человек, то на 1865 году оно составило 22 846 человек, то есть выросло на 73 %. Население губернского центра состояло на 42 % из русских, на 35 % из евреев, и на 16 % из украинцев. В 1885 году Екатеринослав уже имел 46 876 жителей. За 20 лет население города удвоилось. В 1859 году в Екатеринославе открылась первая телеграфная станция, связавшая город с Петербургом, Москвой, Киевом, Харьковом, Одессой, Варшавой. В том же году открыто регулярное движение однотрубных погрузочно-пассажирских пароходов по Днепру между Екатеринославом и населенными пунктами в верховьях реки. Эту линию обслуживало «Первое пароходное общество», в городе появилась специальная пристань. В 1862 году в городе было 315 каменных домов, 3.060 деревянных и, кроме суконной фабрики, действовали разные заводики — чугунолитейный, кирпичные, свечные, мыловаренные, салотопные и кожевенные. В 1864 году началось регулярное почтово-пассажирское движение по Днепру между Екатеринославом, Киевом и другими городами. В 1861 году в Екатеринославе на ул. Упорной (ныне — Глинки) открылась типография с литографией. Полвека это заведение, оборудованное новейшим оборудованием, не имело равных себе в городе, здесь печатались художественные и научные издания, афиши. К 1862 году в городе было 315 каменных и 3 060 деревянных домов. В 1866 году в городе создан Комитет по вопросам строительства городского водопровода. А уже в 1869 году прокладка труб началась на средства министерства внутренних дел инженером Гартманом. Закончилось строительство к концу того же года. Трасса водопровода проходила от Соборной площади до современной улицы Короленко, то есть длиной более двух километров. Жители Екатеринослава в 1879 году впервые начали использовать каменный уголь для отопления домов. Произошли изменения в структуре промышленности. В 1873 году было основано первое пищевое предприятие — пивоваренный завод. По всему городу стали открываться разнообразные учебные заведения: женское училище, школа фельдшеров, реальное училище. В 1872 году в городе начало выходить второе периодическое издание-журнал «Екатеринославские епархиальные ведомости». В 1877 году — журнал екатеринославского «Общества любителей музыки, пения, драматического искусства».
В 1873 году на левый берег (ст. Нижнеднепровск) пришла железнодорожная ветка от Харьковско-Александровской линии через Синельниково, но только через 11 лет (в 1884 году) состоялось открытие грандиозного моста через реку Днепр и вокзала в самом Екатеринославе (на правом берегу Днепра). Железная дорога связала Донбасс (Ясиноватая) с Кривбассом.
Когда в 1877 году началась русско-турецкая война, в Екатеринославе был проведен сбор средств для помощи славянским народам Балканского полуострова, которые вели борьбу с исламской Турцией. Две партии добровольцев отправились на фронт.

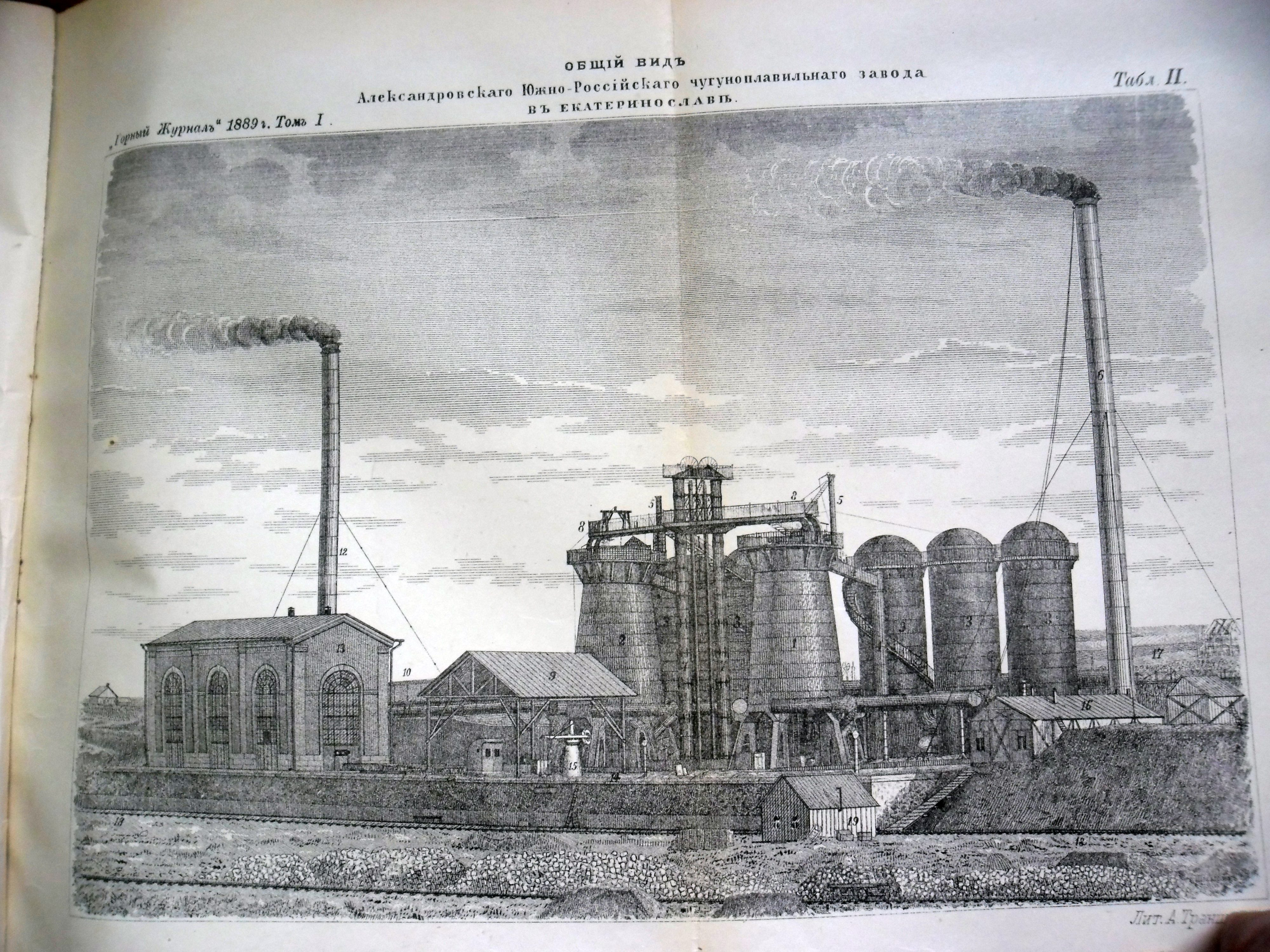
Александровский Южно-Российский чугуноплавильный завод, 1889 год

Благодаря открытию и началу промышленной разработки в районе Кривого Рога железорудных месторождений и угольных — в Донбассе началось бурное промышленное развитие края и его центра. В Екатеринославе и его окрестностях при активном участии французского и немецкого капитала появилось несколько металлургических заводов (после успешной советской модернизации действующих по сей день):
- 1887 — металлургический Александровский Южно-Российский завод (ныне — Днепровский металлургический завод);
- 1889 — трубный завод «Шодуар-А»;
- 1891 — металлургический завод Гантке (ныне — Нижнеднепровский трубопрокатный завод);
- 1898 — вагоноремонтные мастерские (ныне — Днепровский вагоноремонтный завод);
- 1899 — завод «Шодуар-В» (ныне — «Коминмет»);
- 1914 — завод «Шодуар-С» (металлургического оборудования, ныне — «Днепротяжмаш»);
- 1916 — мастерские стрелочной продукции Екатерининской железной дороги (ныне — Днепровский стрелочный завод).

Город стал расти за счёт образования возле заводов рабочих посёлков (Фабрика, Чечеловка, Брянская слобода, Амур, Бараф, Сахалин, Султановка).
18 (30) мая 1884 года в Екатеринославе был открыт наибольший в Европе мост (длина — 1,5 км, вес — 9525 тонн) под официальным названием — «мост Императора Александра III». Его строительство обошлось казне в 4 млн рублей. Двухъярусный мост получил золотую медаль на Всемирной выставке в Париже в 1889 году.
В 1897 году бельгийские предприниматели запустили в Екатеринославе электрический трамвай — 3-й в Российской империи после Киева и Нижнего Новгорода.
По данным переписи 1897 года, Екатеринослав, входя в состав преимущественно украиноязычного Екатеринославского уезда, являлся городом, где относительно преобладал русский (в переписи — «великорусский») язык: его из 112 839 жителей города родным назвали 47 140 человек (41,78 %), идиш («еврейский») — 39 979 (35,43 %), украинский («малорусский») — 17 787 (15,76 %), польский — 3 418 (3,03 %), немецкий — 1 438 (1,27 %), белорусский — 1 383 (1,23 %), другие языки — 1 694 (1,50 %).
За 10 лет численность населения города возросла на 233 %. «Что касается Екатеринослава, то среди губернских городов он не имеет себе равных по росту численности населения, а из крупных уездных только Лодзь растет быстрее его» — гласил «Статистически-экономический обзор Екатеринославской губернии» в 1897 году.

#### XX век
В начале XX века Екатеринослав продолжал расти и бурно развиваться. Однако экономический кризис 1900—1903 годов сильно ударил по промышленности города, положение рабочих сильно ухудшилось. В Екатеринославе 15 000 рабочих остались без работы и оказались на улице. Ответом на ухудшение условий стали забастовки. В декабре 1901 года в городе состоялась первая политическая демонстрация рабочих и студентов Высшего горного училища. Они ставили требования по улучшению экономических условий и требовали предоставления гражданских свобод. В июле-августе 1903 года, когда Юг Украины охватила всеобщая забастовка, местные социал-демократы организовали здесь массовые митинги, демонстрации. Эти события завершились расстрелом рабочих и судом над его участниками.
С началом в 1904 году русско-японской войны в городе был создан санитарный отряд, выступивший на фронт. Добровольно ушёл на фронт екатеринославский губернатор Ф. Е. Келлер, генерал-лейтенант, граф. 12 марта он получил назначение в действующую армию. Весь город во главе с городской думой провожал его на фронт, где 18 июля он погиб в бою.
17 января 1905 года, в ответ на расстрел мирной демонстрации в Санкт-Петербурге, екатеринославские рабочие объявили забастовку. 20 июня того же года рабочие вышли на демонстрацию в поддержку восстания на броненосце «Потёмкин», которая была разогнана полицией и казаками. 10 октября в городе началась всеобщая политическая забастовка — погасло электричество, не выходили газеты, были закрыты лавки и магазины, учебные заведения, больницы, остановились заводы. 11 октября состоялись массовые демонстрации и баррикадные бои, для подавления которых были вызваны войска. Утром армия расстреляла многотысячную демонстрацию железнодорожников и рабочих заводов Амур-Нижнеднепровска на ул. философской. Были убиты 11 человек. В центре города, напротив здания городской думы, на Екатерининском проспекте, баррикаду соорудили учащиеся средних образовательных учреждений и студенты горного училища, которые вели бой с полицией и жандармерией. 8 человек были убиты (на углу ул. Баррикадной и проспекта Яворницкого в память об этом событии установлен барельеф). В это же время в рабочем квартале города, на первой Чечеловке, выросла ещё одна баррикада, где бой шёл до вечера. В бою были убиты 22 человека, многие ранены.

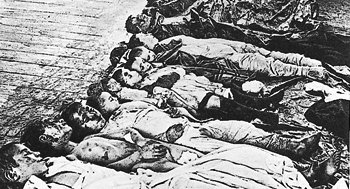
Жертвы еврейского погрома в Екатериниославе, 1905 год

После издания Манифеста об усовершенствовании государственного порядка в Екатеринославе были созданы организации всероссийских политических партий — Конституционно-демократической и «Союза 17 октября». Екатеринославский отдел «октябристов» возглавил Михаил Родзянко — будущий председатель Государственной Думы. Противники Манифеста (в основном, социал-демократы) организовали митинги, манифестации, собрания, где ораторы требовали окончательной отмены монархии. В ответ на это начались расправы над революционерами, главным образом евреями, их осуществляли сторонники самодержавия — «черносотенцы». Во время погромов в Екатеринославе были убиты 64 человека, пострадали 122 городские лавки, 64 магазина, 135 ларьков.
В ходе революции в разных городах России были созданы Советы рабочих депутатов. Первый такой совет на территории современной Украины возник именно в Екатеринославе, его председателем был избран меньшевик Иван Меренков, а секретарём — большевик Григорий Петровский. Совет пытался быть своеобразным органом рабочей власти. Во время революции он создал Боевой стачечный комитет (БСК), который объявил себя единственной властью в городе. Под охраной комитета были вокзал, телеграф, заводы и фабрики. Свободно печатались постановления и объявления БСК. Работали больницы, продовольственные магазины, аптеки, бесплатные столовые для безработных.
22 декабря в Екатеринославской губернии было объявлено военное положение, началось жёсткое подавление восстаний и аресты участников революции.
Благодаря Манифесту, которым был отменён Эмсский указ, в малороссийском регионе стал наблюдаться резкий рост количества периодических изданий на украинском языке, и общий рост украинского национального движения. В октябре 1905 года екатеринославский губернатор утвердил устав украинского общества «Просвіта», а в начале 1906 года состоялось собрание, избравшее его совет, в состав которого вошёл, в частности, Дмитрий Яворницкий — известный екатеринославский историк и этнограф. Всего общество имело в своих рядах 200 членов. В городе выходили местные и иногородние украиноязычные издания «Запорожье», «Добрый совет», «Родной край», «Рада».
В ноябре 1917 г. Екатеринославская губерния оказалась в составе УНР, однако уже 9.01.1918 в губернский центр вошли большевистские отряды.
С января до апреля 1918 город входил в «красную» ДКР.
С апреля 1918 года город входил в Украинскую державу П. Скоропадского.
С января 1919 город входил в «красную» УССР.
С 16 (29) июня 1919 город входил в состав «белого» Юга России.
В годы гражданской войны город не раз становился ареной боёв. Революционная повстанческая армия Украины Нестора Махно занимала город два раза: 27-31 декабря 1918 и 9 ноября по 9 декабря 1919. В последний раз город был её столицей. В 1918 году Махно из города выбили петлюровцы, в 1919 — части Белой армии (корпус ген. Слащёва). С 1 января 1920 город заняла РККА: Екатеринослав входит в УССР.
В 1918—1919, в годы существования Украинской народной республики назывался Сичеслав.
В октябре 1918 года при гетмане Скоропадском был открыт университет, действующий и поныне.
Власть в городе в годы Гражданской войны:
| Время                                | Власть                                                                                  |
| ------------------------------------ | --------------------------------------------------------------------------------------- |
| 29 декабря 1917 — 4 апреля 1918 гг.  | Большевики                                                                              |
| 4 апреля — 18 ноября 1918 г.         | Оккупирован австро-германскими войсками (находился в составе Украинской державы)        |
| 18 ноября — 11 декабря 1918 г.       | «Четверовластие» (германские войска, петлюровцы, Добровольческая армия, большевики)     |
| 11—19 декабря 1918 г.                | Германские войска, петлюровцы, большевики                                               |
| 19—27 декабря 1918 г.                | Петлюровцы и большевики                                                                 |
| 27—30 декабря 1918 г.                | Бои за город между петлюровцами с одной стороны и большевиками и махновцами — с другой. |
| 30—31 декабря 1918 г.                | Махновцы                                                                                |
| 31 декабря 1918 — 23 января 1919 гг. | Петлюровцы                                                                              |
| 23—27 января 1919 г.                 | Бои за город между петлюровцами с одной стороны и большевиками и махновцами — с другой. |
| 27 января — 11 мая 1919 г.           | Махновцы и большевики                                                                   |
| 12—15 мая 1919 г.                    | Банды атамана Григорьева                                                                |
| 15 мая — 29 июня 1919 г.             | Большевики                                                                              |
| 29 июня — 28 октября 1919 г.         | ВСЮР                                                                                    |
| 28 октября — 9 ноября 1919 г.        | Бои за город между махновцами и ВСЮР                                                    |
| 9 ноября — 8 декабря 1919 г.         | Махновцы                                                                                |
| 8—30 декабря 1919 г.                 | ВСЮР                                                                                    |

30 декабря 1919 г. город занимает Красная армия.

Герб Днепропетровска
в советский период

В июле 1926 г. Екатеринослав был переименован в Днепропетровск в честь видного большевика, депутата IV Государственной Думы от рабочей курии Екатеринославской губернии Григория Петровского.
По результатам первых пятилеток Днепропетровск превратился в основную базу металлургической промышленности юга СССР.
В городе располагался ЦК профсоюза рабочих чёрной металлургии Юга (1934—1948).
В 1930 г. в городе был основан Институт кукурузно-соргового хозяйства, с 1956 года — Всесоюзный Институт кукурузы, ныне Институт зернового хозяйства НААНУ (с 1996 года), «главный отраслевой и селекционный центр по кукурузе» всего СССР.
22 июня 1941 года началась Великая Отечественная война.
25 августа 1941 года после ожесточенной обороны город был оккупирован германскими войсками и 1 сентября 1941 года включен в состав Рейхскомиссариата Украина в качестве центра Генерального округа «Днепропетровск» (нем. Generalbezirk Dnjepropetrowsk; генеральный комиссар — Николаус Зельцнер (1941—1944).
25 октября 1943 года город был освобожден 46-й армией во взаимодействии с 8-й гвардейской армией Красной Армии.
Война принесла городу огромные потери.
После войны город был восстановлен и снова стал одним из важнейших промышленных и научных центров СССР. Уже в 1945 году практически все эвакуированные на восток заводы возобновили выпуск продукции.
Кроме восстановления и модернизации дореволюционных и довоенных предприятий здесь появились такие объекты, как Южный машиностроительный завод (строился с 1944 года как Днепропетровский автомобильный завод, перепрофилирован в 1951 году), Днепровский машиностроительный завод, Радиозавод (с 1945 года), Приднепровская ТЭС (1952 год), Завод тяжелых прессов (1953—1955), Шинный завод (1956—1961 годы — Всесоюзная ударная комсомольская стройка); трикотажная фабрика «Днепрянка» (1969 год), завод «Полимермаш»: в дополнение к старым промышленным узлам — Западному и Северному добавился Южный.
С 1955 года, после восстановления и застройки монументальными зданиями центра города (1948—1957) активно начали застраиваться свободные земли в южных районах Днепропетровска: пр. Кирова (верх), ул. Днепропетровская (ныне — Героев Сталинграда) — 12-й квартал, пр. Гагарина (верх), а также Новомосковское шоссе (ныне пр. им. Газеты Правда) и ул. Косиора — т. н. «хрущевская» застройка. По правому берегу Днепра была построена самая длинная в Европе набережная.
В 1966 году был сдан автомобильный Мост № 2 — самый длинный на тот момент мост через Днепр («Новый мост»).
В конце 1960—1970-х годов в основном были построены новые жилые массивы 9—12-этажной застройки: Красный Камень, Парус, Коммунар, Тополь, Победа (1971—1983 годы), Сокол, Западный, Северный, Левобережный, Клочко, Солнечный, Юбилейный, район улиц Калиновой, Строителей, Гладкова.

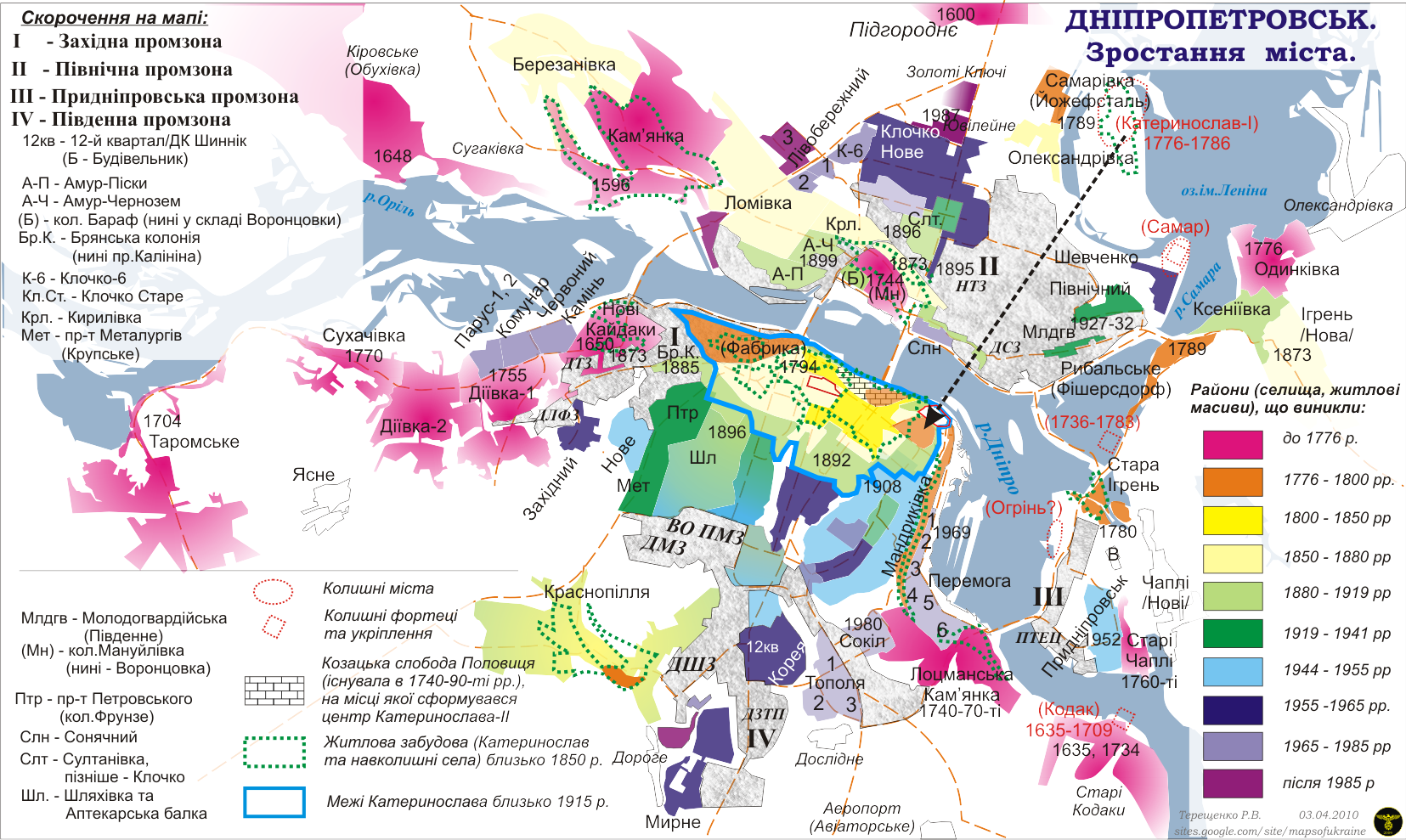
Рост территории г. Днепропетровска

В конце 1970—1980-х годов строились массивы Левобережный-3, Фрунзенский, район Подстанции, начал застраиваться многоэтажными домами верх ул. Рабочей. В это же время в Днепропетровске появился ряд зданий оригинальной архитектуры общественного назначения:
- Театр оперы и балета (1974)
- Диорама «Битва за Днепр»(1975)
- Летний кинолекторий в парке им. Т. Г. Шевченко (1977)
- Новые корпуса Зенитно-ракетного военного училища (1978)
- Новая гостиница в аэропорту (1979)
- Новое здание Днепропетровского цирка (1980)
- Дом архитектора (1980)
- Дом политпросвещения (1982)
- Новая поликлиника УВД (1982)
- Новое здание Горисполкома (1983)
- Железнодорожный почтамт (1983)
- Реконструированы исторический музей (1977), Украинский драматический театр им. Т. Г. Шевченко (1979), кинотеатр «Родина».

Указом Президиума ВС СССР от 20 мая 1976 года Днепропетровск награждён орденом Ленина.
В 1977 году для увеличения численности города Днепропетровска (для начала строительства метро требовалось не менее 1 млн населения) в состав областного центра были включены поселки Игрень и Приднепровск, село Чапли и др.
За послевоенный период население города более чем удвоилось: с 662 тыс. человек в 1959 году до 1 млн 203 тыс. человек в 1991 году (в том числе и по причине присоединения некоторых прилегающих населенных пунктов).
До 1987 года Днепропетровск — закрытый для иностранцев город, из-за размещения в нём производств военно-промышленного комплекса (ЮМЗ, КБ «Южное», ДМЗ, КБ «Днепровское»).
К концу 1980-х годов в связи с кризисными явлениями в экономике развитие города постепенно остановилось, продолжалась лишь достройка жилмассивов Тополь-1, Левобережный-3, верха ул. Рабочей. Однако в середине 1990-х (в основном, благодаря активности будущего премьер-министра Украины П. И. Лазаренко) были сданы в эксплуатацию новый автовокзал, трамвайная линия через Кайдакский мост и 1-я очередь метро (6 станций, 7,1 км), новый хирургический корпус областной больницы им. Мечникова, проведена капитальная реконструкция центрального рынка «Озерка».
После распада СССР население города неуклонно сокращается: как по естественным причинам (сократившаяся рождаемость и возросшая смертность), так и вследствие переселения граждан в страны дальнего (Израиль, Германия, США) зарубежья.

#### XXI век

Нынешний герб города

С началом нового века жизнь города начала постепенно оживать после кризиса 1990-х годов. В последние годы наметилась положительная тенденция в соотношении рождаемости и смертности. Начали появляться жилые новостройки, новые торговые и торгово-развлекательные центры («Дафи», «Новый центр», «Материк», «Вавилон», «Цунами», «Гранд-Плаза», «Призма», «Хай-тек», «Мост-сити», «Appolo», «Караван»), автосалоны (в том числе престижных марок), кинотеатры современного формата. Сильно развилась сеть банковских учреждений; в частности, здесь находится центральный офис крупнейшего на Украине «ПриватБанка».
В сентябре 2008 года открыт новый стадион «Днепр-Арена», который был построен на месте старого «Металлурга» (ранее — стадион (в 1930—1980-е) и вещевой рынок (в 1990-е)). Заказчиком выступил ФК «Днепр». Реконструирована и прилегающая территория.
Вместе с тем, остаются серьёзные проблемы с городским транспортом. Исчезли с улиц города автобусы большой вместимости, гораздо меньше стало троллейбусов и трамваев, подвижной состав которых практически полностью изношен. Основная масса пассажиров перевозится маршрутными такси, которые, однако, не всегда справляются с нагрузкой в часы пик. Практически остановилось строительство метро (из-за отсутствия финансирования). Также накопился и ряд других проблем (качество дорог, мусор, реконструкция фасадов зданий и тому подобное). Все эти причины сделали проведение матчей чемпионата Европы по футболу 2012 года в Днепропетровске невозможными.
1 марта 2014 была предпринята попытка захвата города сторонниками «русского мира», которая была успешно нейтрализована горожанами.
С начала 2000-х годов из предпринимательских кругов Днепропетровска вышли такие фигуры общегосударственного масштаба, как И. Коломойский, Г. Боголюбов, А. Мартынов, В. Пинчук, Ю. Тимошенко, П. Лазаренко, В. Ермолаев, В. Шамотий, С. Тигипко. С городом неразрывно связана многолетняя трудовая биография второго президента Украины, Л. Д. Кучмы.
19 мая 2016 года Постановлением Верховной рады Украины город переименован из Днепропетровска в Днепр. Решение выполнено согласно Закону «Об осуждении коммунистического и национал-социалистического (нацистского) тоталитарных режимов на Украине и запрете пропаганды их символики».

## Изменение названий улиц
| Старинное название                                    | Советское название | Современное название                           |
| ----------------------------------------------------- | --- | ---------------------------------------------- |
| Александровская ул.                                   | ул. Артёма | ул. Сечевых стрельцов (укр. Січових стрільців) |
| Александро-Невский спуск                              | Калиновский спуск | пер.сечевой                                    |
| Архиерейский пер.                                     | Советский пер. | ул. Феодосия Макаревского                      |
| Банная ул.                                            | ул. Баумана | ул. Павла Ниринберга                           |
| Бассейная ул.                                         | ул. Писаржевского |                                                |
| Бойкая ул.                                            | Выборгская ул. | ул.Аудиторная                                  |
| Болгарская ул.                                        | ул. Благоева | ул. Сергея Подолинского                        |
| Больничная ул.                                        | Бородинская ул. | ул. Вартових неба                              |
| Большая Базарная ул.                                  | ул. Чкалова | просп. Святослава Храброго                     |
| Воскресенская ул.                                     | ул. Ленина | Воскресенская ул.                              |
| Гимназическая ул.                                     | ул. Куйбышева | ул. Владимира Винниченко                       |
| Гимнастическая ул.                                    | ул. Шмидта | ул.Степана Бандеры                             |
| Гоголевская (Волосская) ул.                           | ул. Гоголя |                                                |
| Гостиная ул.                                          | ул. Гопнер | ул. Магдебургского права                       |
| Дворянская площ.                                      | пл. Шевченко |                                                |
| Еврейская ул.                                         | ул. Шолом Алейхема |                                                |
| Екатерининский просп. (Гульбище Средней, Большая ул.) | просп. Карла Маркса | Проспект Дмитрия Яворницкого                   |
| Елисаветградская ул.                                  | ул. Савченко |                                                |
| Жандармская ул.                                       | Красноповстанческая балка | Долгая балка                                   |
| Железная ул.                                          | Миронова ул. | Европейская ул.                                |
| Жуковская (Временная) ул.                             | ул. Жуковского | ул. Василия Жуковского                         |
| Иорданская ул.                                        | ул. Коцюбинского |                                                |
| Казанская ул.                                         | ул. Карла. Либкнехта | ул. Михаила Грушевского                        |
| Казачья ул.                                           | Комсомольская ул. | Старокозацкая ул.                              |
| Караимская (Торговая) ул.                             | ул. Ширшова | ул. Вячеслава Липинского                       |
| Каретная ул.                                          | ул. Челюскинцев |                                                |
| Керосинная ул.                                        | ул. Леваневского | ул.Львовская                                   |
| Клубная (Проточная) ул.                               | ул. Ленина |                                                |
| Комендантская ул.                                     | Вокзальная ул. |                                                |
| Крестовая ул.                                         | ул. Фрунзе | ул. Василия Чапленко                           |
| Крутогорная ул.                                       | ул. Рогалева | Крутогорный спуск                              |
| Кудашевская (Подгородняя) ул.                         | Баррикадная ул. |                                                |
| Лагерная ул.                                          | пр. Гагарина | пр.Науки                                       |
| Лесопильная ул.                                       | ул. Пастера |                                                |
| Нагорная ул.                                          | ул. Паторжинского |                                                |
| Надеждинская (Короткая) ул.                           | ул. Чичерина | ул. Надежды Алексеенко                         |
| Новодворянская ул.                                    | ул. Дзержинского | ул. Владимира Вернадского                      |
| Новосельная ул.                                       | ул. Дарвина | ул.Яна Ходоровсокого                           |
| Первозвановская ул.                                   | ул. Короленко |                                                |
| Петровская (Степная) ул.                              | ул. Володарского | ул. Александра Кониского                       |
| Петроградская (Петербургская) ул.                     | Ленинградская ул. | ул. Князя Ярослава Мудрого                     |
| Полевая ул.                                           | пр. Кирова | пр. Поля                                       |
| Полицейская ул.                                       | ул. Шевченко |                                                |
| Полтавская (Кирпичная) ул.                            | ул. Кирова | ул. Олеся Гончара                              |
| Пороховая ул.                                         | Кавалерийская ул. |                                                |
| Потёмкинская ул.                                      | ул. 40-летия Октября — ул. Ворошилова | ул. Сергея Ефремова                            |
| Потёмкинский пер.                                     | ул. Фучика | ул. Ивана Акинфиева                            |
| Приказная ул.                                         | ул. Якова Самарского |                                                |
| Провиантская ул.                                      | ул. Пастера |                                                |
| Пушкинский просп. (Военная ул.)                       | пр. Пушкина | пр.Леси Украинки                               |
| Романовская (Скаковая) ул.                            | ул. Свердлова | ул. Антоновича                                 |
| Садовая ул.                                           | ул. Серова (часть ул. носит имя Юлиуша Словацкого)                                                                                                   | ул. Лазаря Глобы                               |
| Семинарская ул.                                       | ул. Клары Цеткин | ул. Владимира Моссаковского                    |
| Сквозная ул.                                          | ул. Щепкина |                                                |
| Славянская (Конечная) ул.                             | ул. Димитрова | ул. Михаила Драгоманова                        |
| Соборная площ.                                        | Октябрьская пл. | Соборная пл.                                   |
| Соборный пер.                                         | Октябрьский пер. |                                                |
| Старогородняя ул.                                     | Светлова ул. |                                                |
| Стародворянская ул.                                   | ул. Плеханова | ул. Князя Владимира Великого                   |
| Столыпинская (Меткая) ул.                             | ул. Чернышевского | ул. Архитектора Олега Петрова                  |
| Струковский пер.                                      | пер. Урицкого | Струковский спуск                              |
| Тихая ул.                                             | Мечникова ул. |                                                |
| Трамвайная ул.                                        | ул. Боброва | Майдан озёрный                                 |
| Троицкая ул.                                          | Красная ул. | Троицкая ул.                                   |
| Упорная ул.                                           | ул. Глинки | ул. Королевы Елизаветы ll                      |
| Управская (Заводская) ул.                             | Исполкомовская ул. |                                                |
| Фабрика Первая (Брянская ул.)                         | ул. Фабрика |                                                |
| Фабрика Вторая (Покровская ул.)                       | ул. Булыгина | ул. Ивана Езау                                 |
| Фабрика Третья (Выездная ул.)                         | ул. Братьев Бестужевых | ул. Старофабричная                             |
| Фабричная ул.                                         | ул. Столярова | ул.Павла Скоропадского                         |
| Черногорская ул.                                      | ул. Тельмана | ул. Игоря Сикорського                          |
| Чечелевка Первая                                      | пр. Калинина | пр. Сергея Нигояна                             |
| Чечелевка Вторая                                      | ул. Бабушкина | ул. Романа Шухевича                            |
| Чечелевка Третья                                      | Красночечеловская ул. | ул. Александра Черникова                       |
| Чечелевка Четвёртая                                   | Камчатская ул. | ул.Героев Упа                                  |
| Чечелевка Пятая                                       | ул. Нестерова | ул.Александра Оксанченка                       |
| Чечелевка Шестая                                      | Алтайская ул. | ул. Чечеловская                                |
| Чечелевка Седьмая                                     | Гомельская ул. | ул.словацкая                                   |
| Чечелевка Восьмая                                     | ул. Братьев Миллеров | ул. Леонида Жебунёва                           |
| Широкая ул.                                           | ул. Горького | ул. Княгини Ольги                              |
| Юрьевская ул.                                         | ул. Шпиндяка | ул. Симона Петлюры                             |
| Потемкинский сад                                      | парк Шевченко | парк Шевченко                                  |
| Городской сад                                         | парк Чкалова | парк Лазаря Глобы                              |
| Технический сад                                       | парк Чкалова | парк Лазаря Глобы                              |
| Яковлевский сквер                                     | сквер им. Раковского, сквер им. 8 Марта, после войны Детский парк им. Войцеховича; снесён в конце 1960-х, на его месте построен Театр оперы и балета |                                                |